# Busserolles
Busserolles, okzitanisch Busseiròla, ist eine französische Gemeinde mit 505 Einwohnern (Stand 1. Januar 2022) im Département Dordogne in der Region Nouvelle-Aquitaine (vor 2016 Aquitanien). Sie gehört zum Arrondissement Nontron und zum Kanton Périgord Vert Nontronnais. Zuständiger Gemeindeverband ist die Communauté de communes du Périgord Nontronnais. Die Einwohner werden als Busserollais bzw. Busserollaises bezeichnet.

## Etymologie
Das okzitanische Wort bussairòla ist ein Diminutiv von bussiera (französisch bussière, seinerseits abgeleitet von buis) und bedeutet folglich “eine von kleinen Buchsbäumen bewachsene Gegend”. Am Ende des 13. Jahrhunderts wird die Gemeinde erstmals als Buxerolla erwähnt und im 14. Jahrhundert als Buysserola. Auf der Carte de Cassini des 18. Jahrhunderts wird sie als Buxerolles dargestellt.

## Geographie
Busserolles ist die am weitesten nördlich gelegene Gemeinde im Département Dordogne und besitzt ein großes Areal von 32,46 Quadratkilometern.
Busserolles ist Grenzgemeinde sowohl zum Département Charente als auch zum Département Haute-Vienne. Es wird von folgenden sieben Gemeinden umgeben:
| Roussines (Charente) | Roussines (Charente)                        | Maisonnais-sur-Tardoire (Haute-Vienne) |
| Écuras (Charente)    | Kompassrose, die auf Nachbargemeinden zeigt | Champniers-et-Reilhac                  |
| Bussière-Badil       | Saint-Estèphe                               | Piégut-Pluviers                        |

Auf dem Gemeindegebiet von Busserolles liegen zahllose Weiler, Mühlen, Gehöfte und Geländepunkte: Beaulieu, Bellevue, Bois de Puyrocher, Bost Pertus, Chantalouette, Chez Bigot, Chez Gabarier, Chez Garot, Chez Gauchou, Chez Giraudeau, Chez la Lyre, Chez Levraut, Chez Nadaud, Chez Peynaud, Clargourt, Cluzance, Coiraud, Croix de Rougier, Fargeas, Forge-Neuve,  L’Étang Grolhier, L’Isle, La Barrière, La Brousse, La Châtaignolle, La Forêt, La Forge de Lavallade, La Garenne, La Maillerie, La Ribière, Lacaud, Lamandeau, Langlade, Le Buisson, Le Chalard, Le Chêne Blanc, Le Cros de l'Ouvrage, Le Dagois, Le Fraisse, Le Graffeuil (Geländepunkt), Le Graffeuil (Weiler), Le Grand Bost, Le Grand Clos, Le Grand Vilotte, Le Mangot, Le Moulin de Coiraud, Le Moulin de Grolhier, Le Moulin de Ludièras, Le Petit Vilotte, Le Poirier, Le Reclos, Le Roc, Le Verger, Le Villard, Les Chareyroux, Les Fontenelles, Les Joncs, Les Meynieux, Les Potences, Leymeronie, Ludièras, Malègue, Mirambeau, Moulin de Leymeronie, Nanteuil, Paugnac, Trepeix,  Varachaud, Villautrange  und Villeneuve.

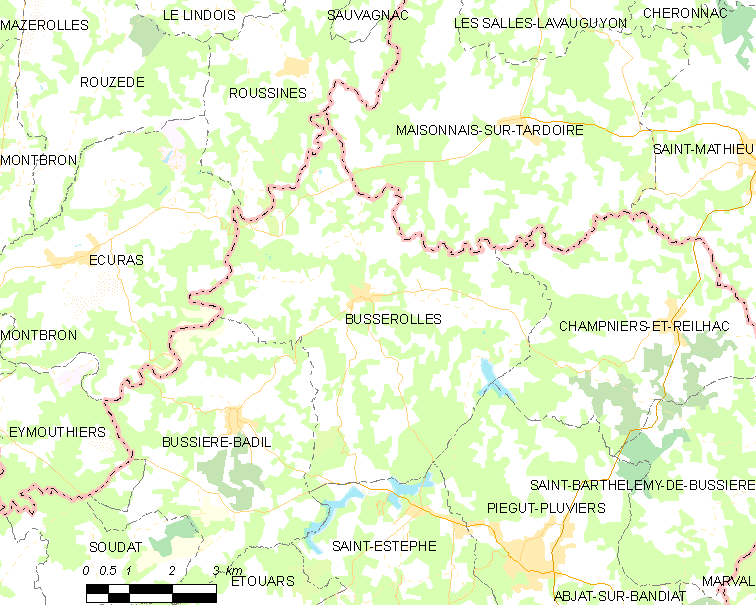
Lagekarte von Busserolles

Der topographisch tiefste Punkt des Gemeindegebietes liegt mit 135 Meter über N. N. an der Tardoire im Südwesten. Der höchste Punkt mit 305 Meter über N. N. befindet sich im Bois de Puyrocher im Südosten. Die maximale Höhendifferenz beträgt 170 Meter. Der Ortskern befindet sich auf 162 Meter Meerhöhe.

### Verkehrsanbindung
Die Gemeinde liegt abseits größerer Verkehrsachsen. Über die D 88 hat sie einerseits Verbindung zur weiter nördlich verlaufenden D 699 von Saint-Mathieu im Département Haute-Vienne nach Montbron im Département Charente, andererseits zur im Süden verlaufenden D 91 von Piégut-Pluviers nach Montbron. Ferner hat sie mittels der D 90 Verbindung zum Nachbarort Bussière-Badil im Westen und nach Champniers-et-Reilhac im Osten. Busserolles ist etwa 10 Kilometer vom südöstlich gelegenen Piégut-Pluviers und 15 Kilometer von Montbron im Westen entfernt.

### Fernwanderweg
Durch den südlichen Teil des Gemeindegebietes führt der GR-Fernwanderweg GR 4 von Royan nach Limoges und weiter nach Grasse.

### Bodenbedeckung

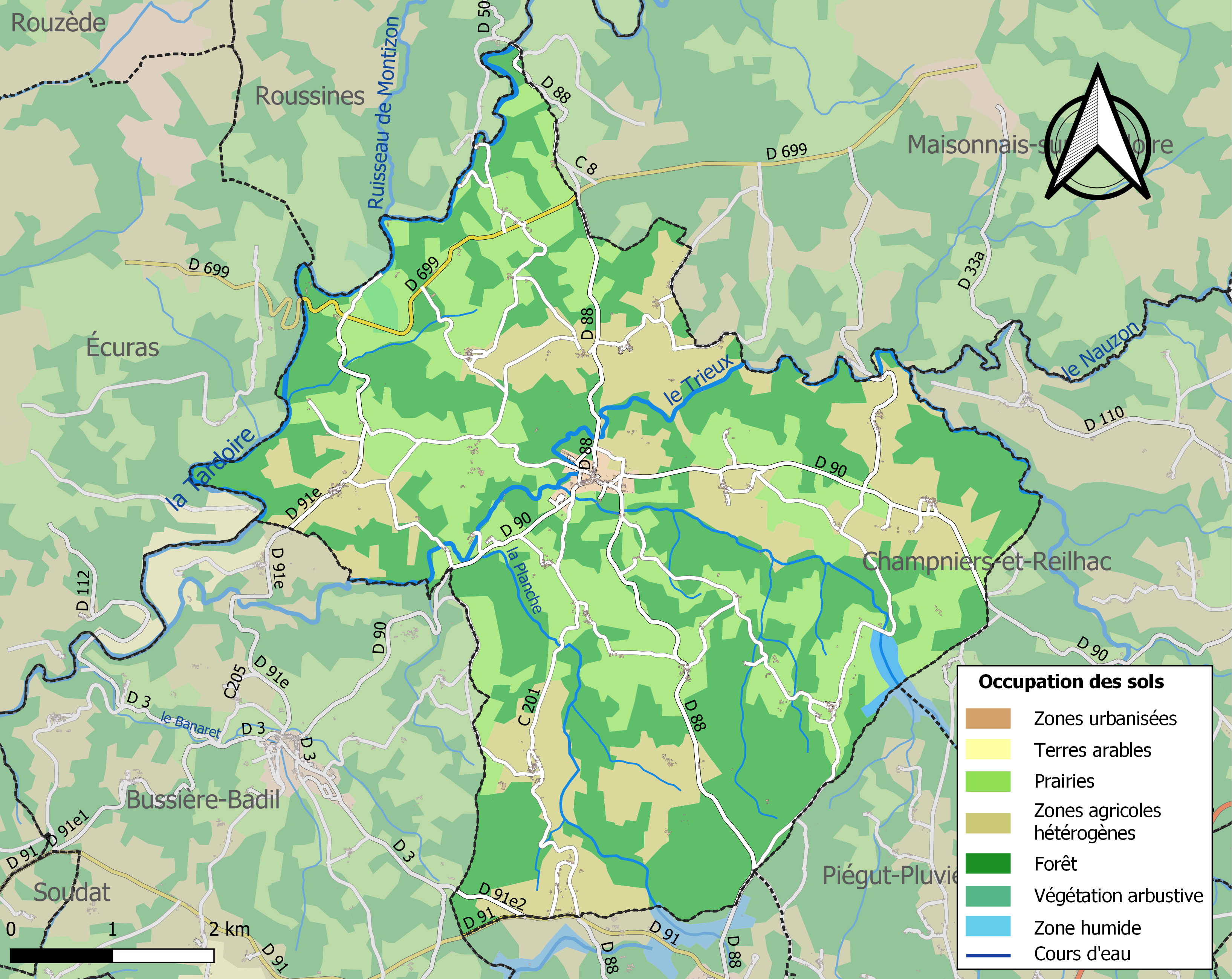
Bodenbedeckung in Busserolles

Die Bodenbedeckung der Gemeinde Busserolles schlüsselt sich im Jahr 2018 gemäß der europäischen Datenbank CORINE Land Cover (CLC) wie folgt auf:
- Wälder – 46,3 %
- heterogene landwirtschaftliche Nutzung – 22,9 %
- Wiesen – 29,1 %
- städtebaulich beansprucht – 0,8 %
- Wasserläufe – 0,5 %
- Buschwerk – 0,4 %.

Die landwirtschaftliche Nutzung (bestehend aus heterogener Landwirtschaft inklusive Wiesen) steht 2018 im Vordergrund. Sie ist mit 52,0 % gegenüber 1990 (51,0 %) nur minimal angewachsen.

## Klima
Die Gemeinde Busserolles besitzt ein abgeschwächtes ozeanisches Klima, das sich durch folgende Parameter auszeichnet:
| Klimaparameter im Zeitraum 1971–2000 - Jahresmittel: 11,8 °C - Anzahl der Tage unter −5 °C: 3,6 - Anzahl der Tage oberhalb 30 °C: 7,4 - Maximum im Tages-Temperaturunterschied: 15,0 °C - Jahresniederschlag: 983 mm - Niederschlagstage im Januar: 12,8 - Niederschlagstage im Juli: 7,1 |

Durch den Klimawandel zeichnen sich Erhöhungen im Jahresmittel ab, die sich bereits auch bemerkbar machen. So ist beispielsweise an der 51 Kilometer entfernten Wetterstation am Flughafen von Limoges-Bellegarde das langjährige Jahresmittel von 11,2 °C für 1971–2000 über 11,4 °C für 1981–2010 auf 11,8 °C für 1991–2020 angestiegen – ein Zuwachs um 0,6 °C innerhalb von 20 Jahren.

## Hydrographie

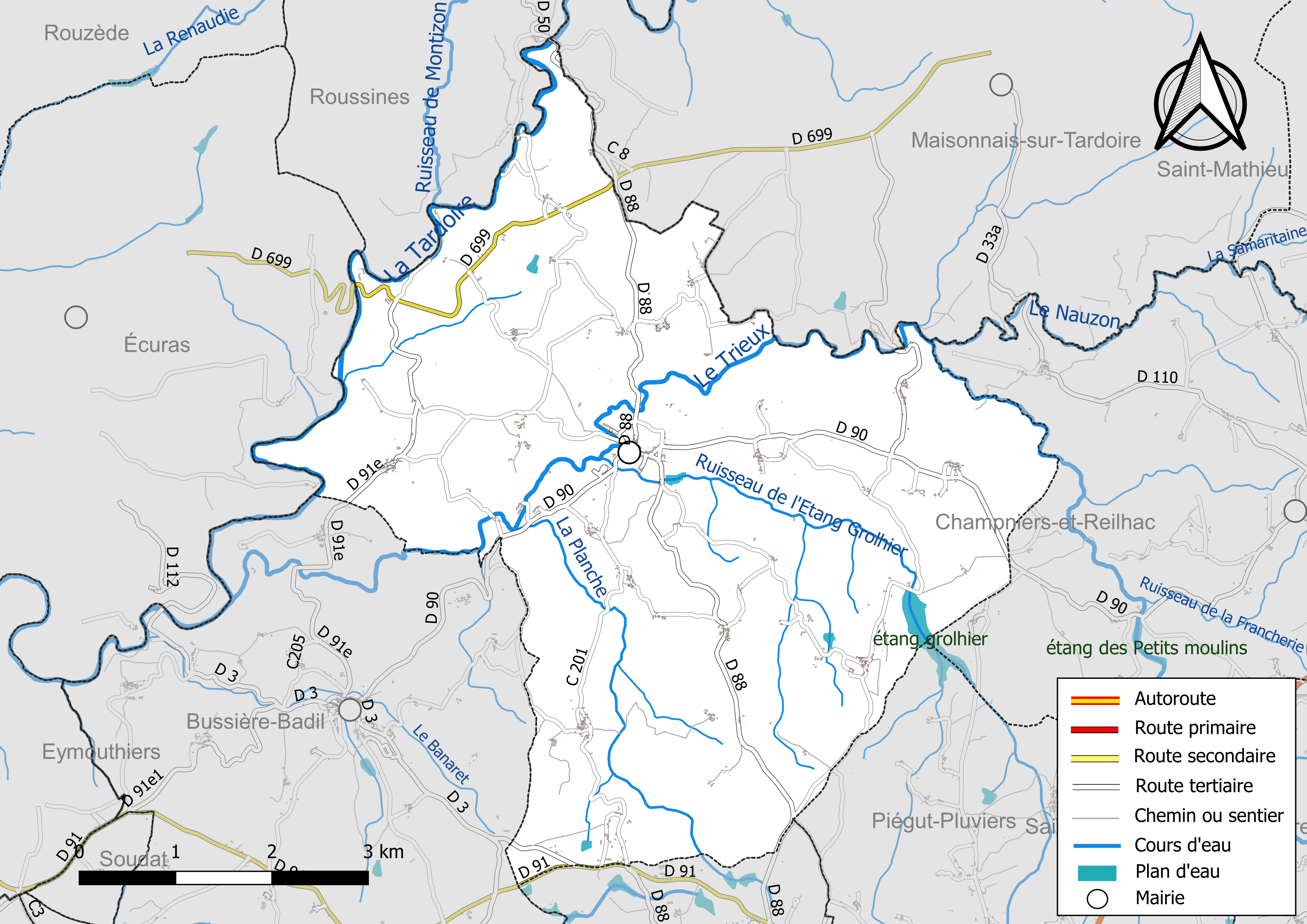
Hydrographische Karte von Busserolles

Busserolles liegt am Trieux, einem linken Nebenfluss der Tardoire. Ferner durchqueren
das Gemeindegebiet noch der Ruisseau la Planche und der Ruisseau de l’Étang Grolhier – kleinere linke Nebenflüsse des Trieux. Der Ruisseau de l’Étang Grolhier ist zu einem größeren Stausee, dem Étang Grolhier, aufgestaut und bildet gleichzeitig ein wichtiges Vogelschutzgebiet. Die Tardoire ist Grenzfluss zum Département Charente, der Trieux grenzt die Gemeinde teilweise zu den Nachbargemeinden Maisonnais-sur-Tardoire und Champniers-et-Reilhac ab.
Generelle Entwässerungsrichtung ist nach Westen bzw. Südwesten.
Die Tardoire und ihre Nebenarme gehören zum Flusssystem der Charente.
Das Entwässerungsnetz besitzt eine Gesamtlänge von 36 Kilometer.

## Geologie

Geologische Karte von Busserolles

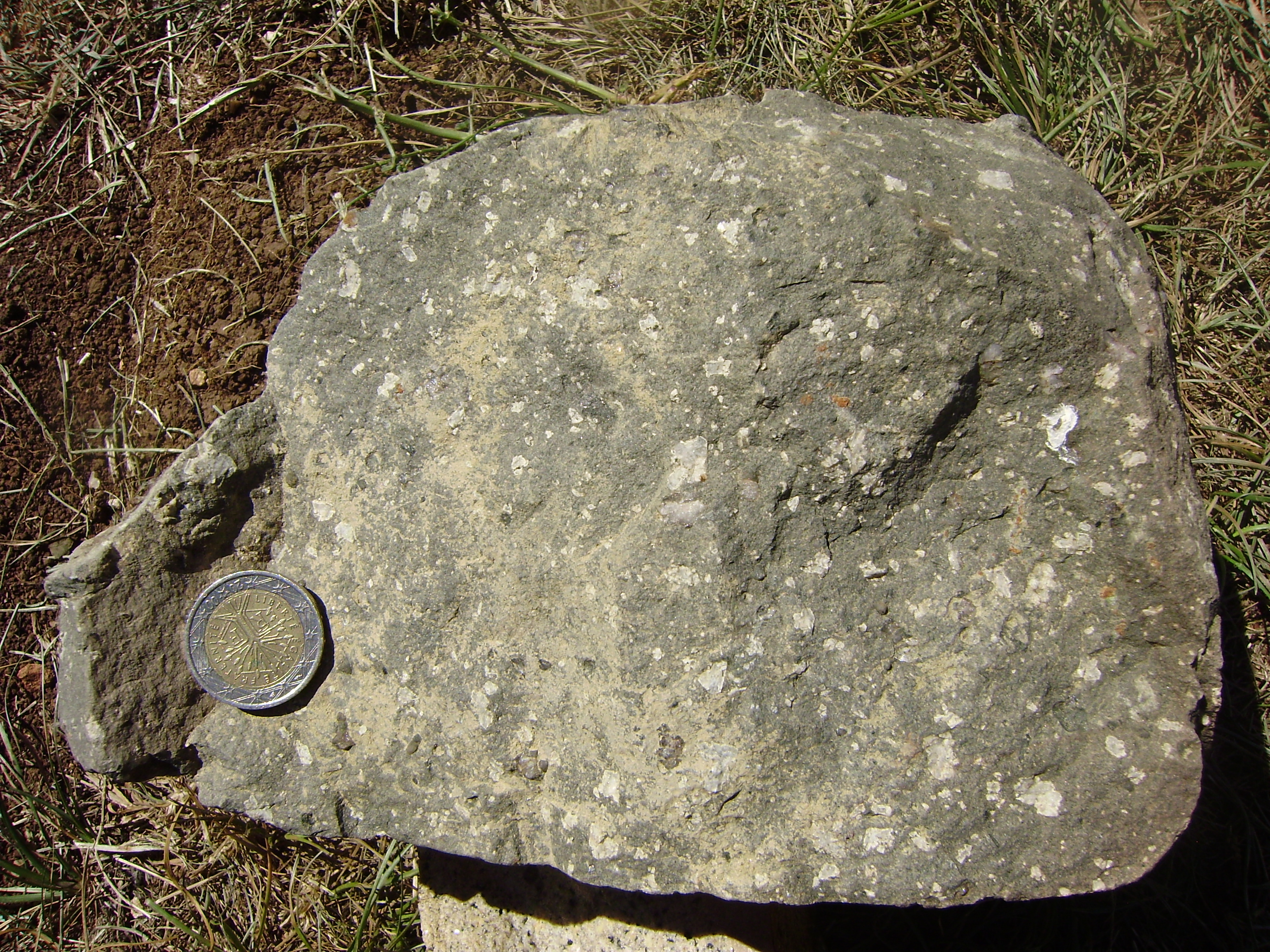
Hellgrauer porphyrischer Mikrogranit des nördlichen satellitären Mikrogranitmassivs

Das Gemeindegebiet von Busserolles wird vollständig von variszischen Grundgebirgsgesteinen des nordwestlichen Massif Central unterlagert. Darunter metamorphe Gesteine wie Paragneise und aus ihnen hervorgegangene Metatexite – zu sehen im Nord- und Nordwestabschnitt. Die regionale Streichrichtung der Metamorphite ist Nordost mit einem Einfallswinkel von 30 bis 60° nach Nordwest.
Zu den Tiefengesteinen gehört der Piégut-Pluviers-Granodiorit, der die gesamte Südhälfte des Gemeindegebiets einnimmt. Er erscheint gewöhnlich in seiner grobkörnigen Normalfazies (γ3M), kann aber auch in seiner feinkörnigen Rand- und Dachfazies (fγ3M) und bei Malègue in seiner porphyrischen Fazies (pγ3M) auftreten.
Assoziiert mit dem Granodiorit ist seine nördliche Apophyse, die als porphyrischer Mikrogranit (μγ3M)ausgebildet ist. Dieses Anhängsel wird nur durch eine sehr dünne Paragneislage unweit nördlich des Ortskerns von Busserolles vom eigentlichen Granodioritmassiv abgetrennt. Das Septum verlässt das regionale Nordost-Streichen und dreht auf Ostrichtung – bei gleichzeitig sehr steilem Einfallen (um 80°) nach Nord.
Im äußersten Osten bei Le Fraisse steht gerade noch der Saint-Mathieu-Leukogranit mit seiner feinkörnigen Fazies an (Champniers-Reilhac-Leukogranit – γ2). In ihn eingeschuppt sind zwei große Scherlinsen von Roussines-Leukogranit mit nordwestlicher Streichrichtung. Hiervon räumlich abgetrennt erscheint im Tal der Tardoire am Nordwestrand der Champniers-Reilhac-Leukogranit erneut als große, Nordnordost- bis Nordost-streichende Scherzüge in Metatexiten bei Villautrange und La Forge de Lavallade.
Zahlreiche Störungen durchziehen die Granitoide. Ihre Streichrichtung ist meist Nordnordwest, Nord oder Nordnordost. Quarzgänge oder -linsen (Q) bedienen sich ebenfalls dieser Richtungen, scharartig angeordnete Mikrogranitgänge im Leukogranit (μγ) folgen aber generell der Nordnordwest-Richtung. Bei Villautrange durchschlägt ein Nordwest-streichender Lamprophyrgang  die Metamorphite.
Die Höhenlagen nördlich von Le Grand Vilotte und nordöstlich von Chez Giraudeau werden von pleistozänem Kolluvium (Formation HC) bedeckt, welches das unterlagernde Grundgebirge maskiert. In den Talauen der Tardoire und des Trieux wurden nacheiszeitliche, holozäne Flusssande mit kleinen Quarz- und Grundgebirgsgeröllen abgelagert (Formation Fy-z).

## Ökologie und Umwelt

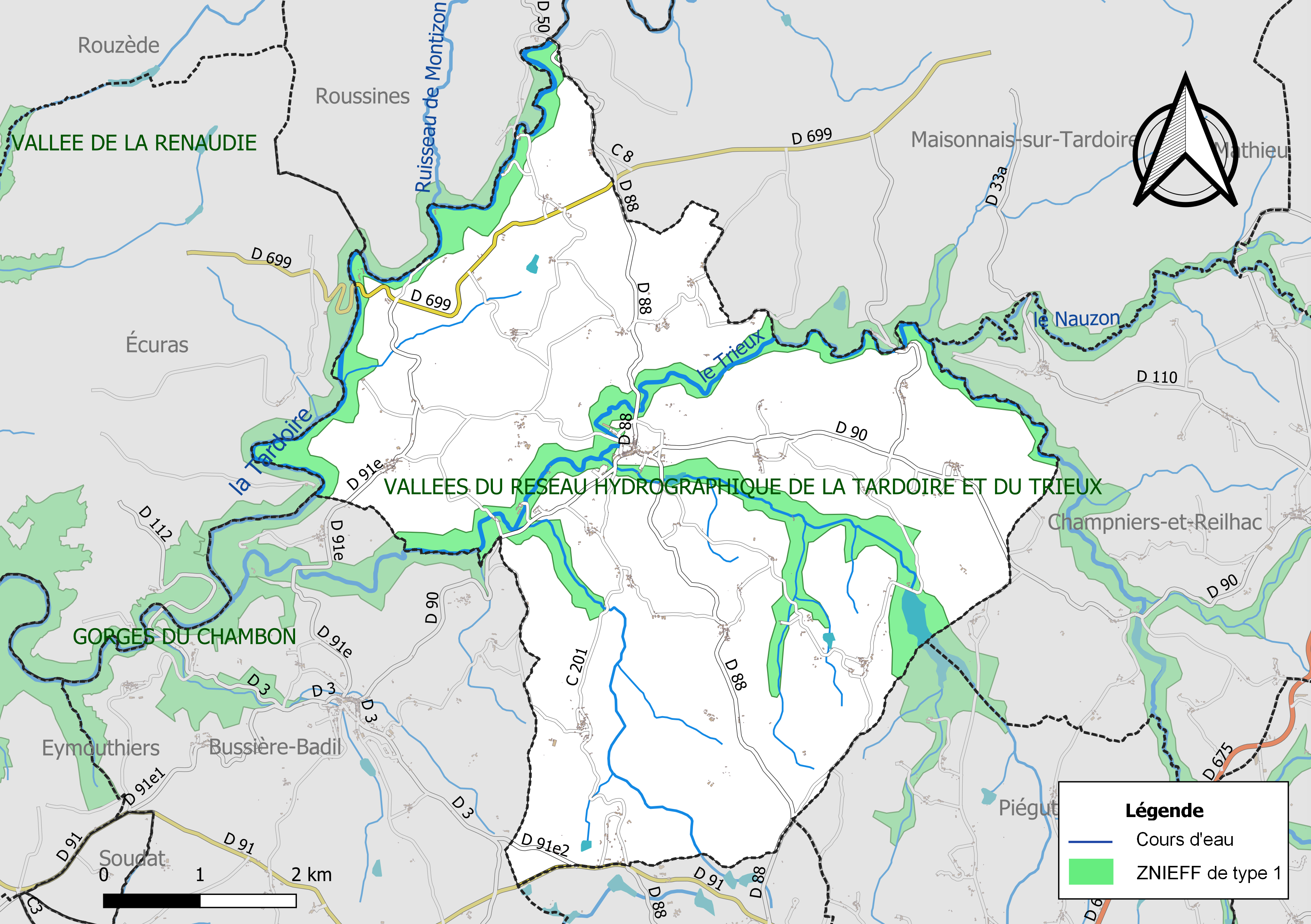
Schutzgebiete des Typus 1

### Naturpark
Die Gemeinde Busserolles ist seit 1998 Teil des Regionalen Naturparks Périgord-Limousin.

### Schutzgebiete
Die Talungen der Tardoire, des Trieux und des Ruisseau de l'Étang Grolhier bilden im Gemeindegebiet insbesondere wegen ihrer Flora und ihrer Wassergüte eine ökologische Schutzzone; im Französischen werden diese Gebiete unter der Bezeichnung Vallées du réseau hydrographique de la Tardoire et du Trieux als eine kontinentale ZNIEFF (Zone d'interêt écologique, faunistique et floristique) des Typus 1 eingestuft.
Der Étang Grolhier im Südosten ist seit 1979 als zu schützendes Ökotop (Französisch site naturel) ausgewiesen.

## Geschichte
In Busserolles sind Nachweise für die Gallo-römische Kultur vorhanden. Die romanische Ortskirche wurde im 12. Jahrhundert erbaut.
Seit 1790 gehört die Gemeinde Busserolles zum Kanton Bussière-Badil, der anfangs nur Kanton Bussière hieß und der bis 1795 zum Distrikt Nontron zählte. 1795 wurden die Distrikte aufgelöst. Ab 1801 wurde der Kanton dann ins Arrondissement Nontron eingegliedert.
Im Zuge der Gebietsreform von 2014, die durch den Erlass vom 21. Februar 2014 geregelt wird, verschwand der Kanton Bussière-Badil mit den Départementswahlen im März 2015. Seitdem bildet die Gemeinde Busserolles Teil des neugeschaffenen Kantons Périgord Vert Nontronnais.

## Bevölkerungsentwicklung
| Bevölkerungsentwicklung in Busserolles | Bevölkerungsentwicklung in Busserolles | Bevölkerungsentwicklung in Busserolles | Bevölkerungsentwicklung in Busserolles | Bevölkerungsentwicklung in Busserolles |
| -------------------------------------- | -------------------------------------- | -------------------------------------- | -------------------------------------- | -------------------------------------- |
| Jahr                                   | Einwohner                              | Einwohnerdichte                        |                                        |                                        |
| 1962                                   | 941                                    | 29/km²                                 |                                        |                                        |
| 1968                                   | 818                                    | 25/km²                                 |                                        |                                        |
| 1975                                   | 728                                    | 22/km²                                 |                                        |                                        |
| 1982                                   | 616                                    | 19/km²                                 |                                        |                                        |
| 1990                                   | 569                                    | 18/km²                                 |                                        |                                        |
| 1999                                   | 507                                    | 16/km²                                 |                                        |                                        |
| 2004                                   | 540                                    | 17/km²                                 |                                        |                                        |
| 2006                                   | 548                                    | 17/km²                                 |                                        |                                        |
| 2008                                   | 556                                    | 17/km²                                 |                                        |                                        |
| 2009                                   | 560                                    | 17/km²                                 |                                        |                                        |
| 2013                                   | 528                                    | 16/km²                                 |                                        |                                        |
| 2014                                   | 511                                    | 16/km²                                 |                                        |                                        |
| 2015                                   | 506                                    | 16/km²                                 |                                        |                                        |
| 2017                                   | 503                                    | 15/km²                                 |                                        |                                        |
| 2019                                   | 506                                    | 16/km²                                 |                                        |                                        |

Quelle: INSEE
Die Einwohnerzahlen sind seit 1962 generell sehr stark rückläufig (Rückgang von 46 %), mit einer Trendumkehr zwischen 1999 und 2009. Busserolles hat seit 1962 fast die Hälfte seiner Einwohner verloren.
Die Bevölkerungsdichte von Busseolles ist sehr niedrig und liegt bei 16 Einwohner/km².

## Wirtschaft

### Beschäftigung
Im Jahr 2015 betrug die erwerbstätige Bevölkerung zwischen 15 und 64 Jahren 202 Personen, was 39,9 % der Gesamtbevölkerung entspricht. Die Zahl der Arbeitslosen war von 18 im Jahr 2010 auf 27 angestiegen und hatte damit eine Arbeitslosenquote innerhalb der Erwerbstätigen von 13,6 % erreicht.

### Unternehmen
Am 31. Dezember 2015 waren in der Gemeinde 72 Unternehmen ansässig, davon 35 im Sektor Handel, Transport oder Dienstleistungen, 16 im Baugewerbe, 11 im Sektor Landwirtschaft, Forst oder Fischerei, 7 in der Industrie und 3 im Sektor Verwaltung, Lehrwesen, Gesundheit und Soziales.

## Sehenswürdigkeiten
- Die romanische Kirche Saint-Martial aus dem 12. Jahrhundert, verändert im 15. Jahrhundert und seit 1958 Monument Historique.
- Das Oratorium Notre-Dame-des-Champs an der linken Straßenseite der D 90 nach Champniers-et-Reilhac wurde im Jahr 1954 erbaut. Am 15. August bildet es den Zielpunkt einer jährlich stattfindenden Wallfahrt.
- Das Logis de Chalard bei Chez Bigot, einstiges Quartier des Schmiedemeisters.

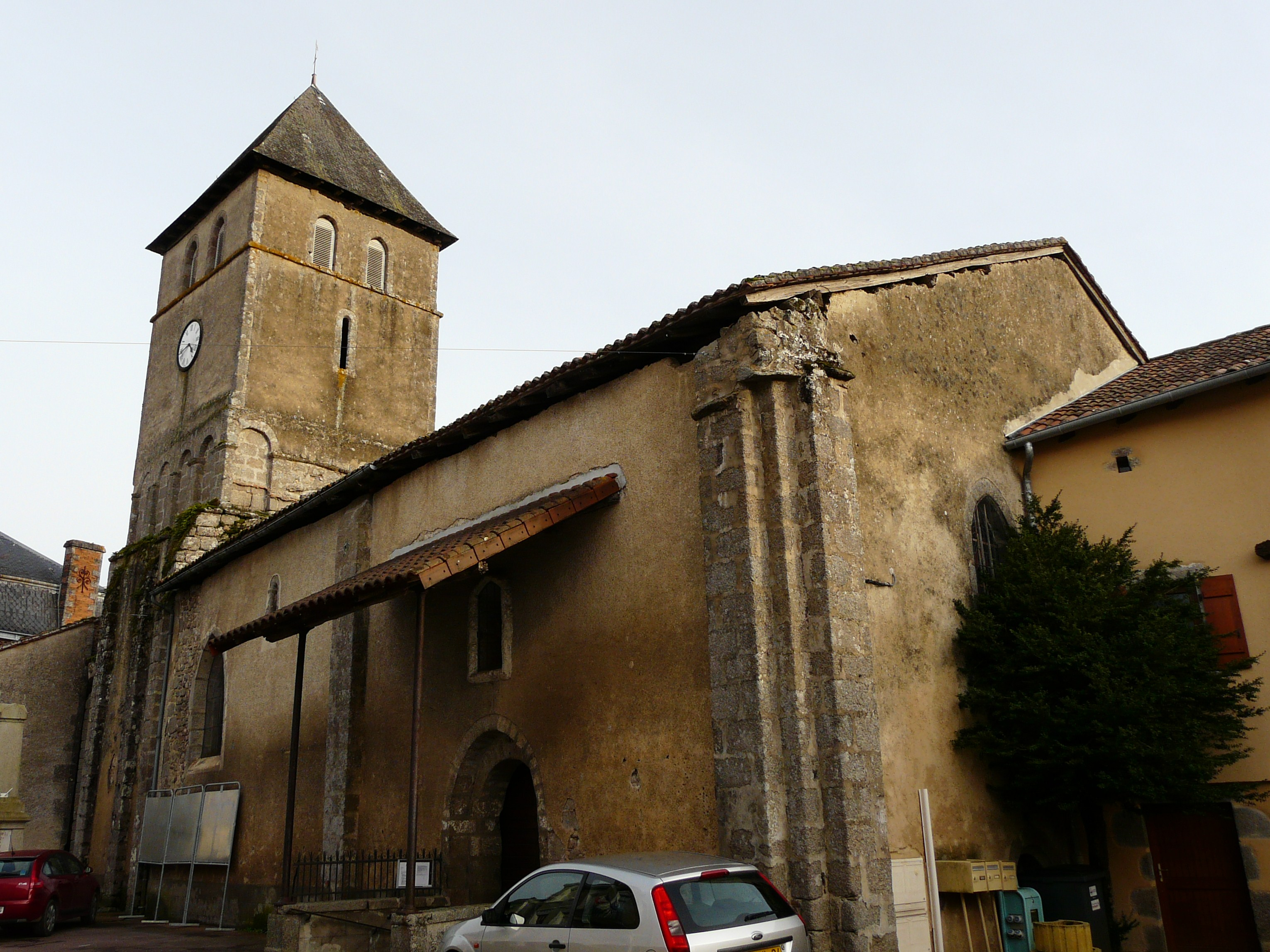
Die Kirche Saint-Martial
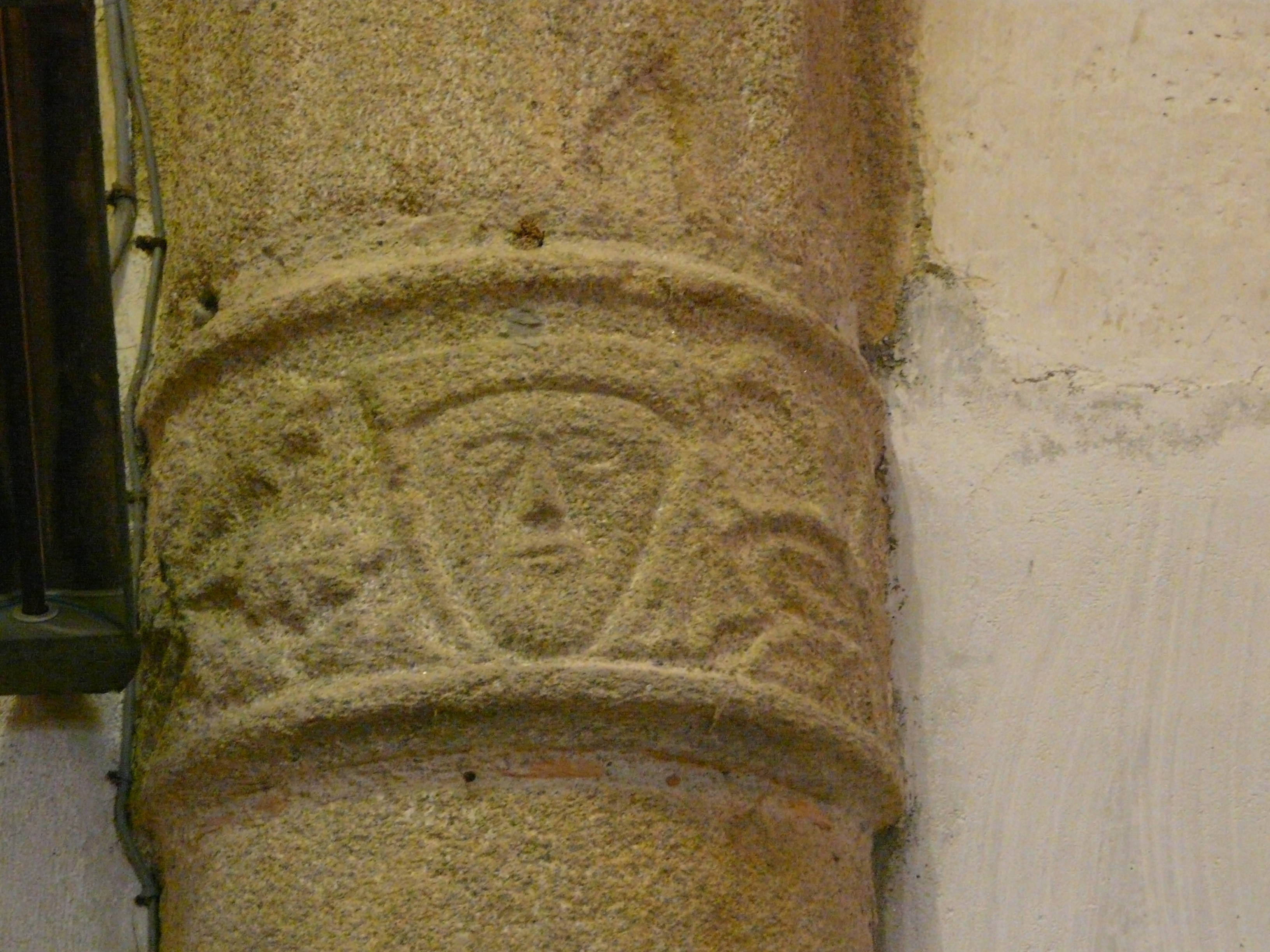
Kapitell
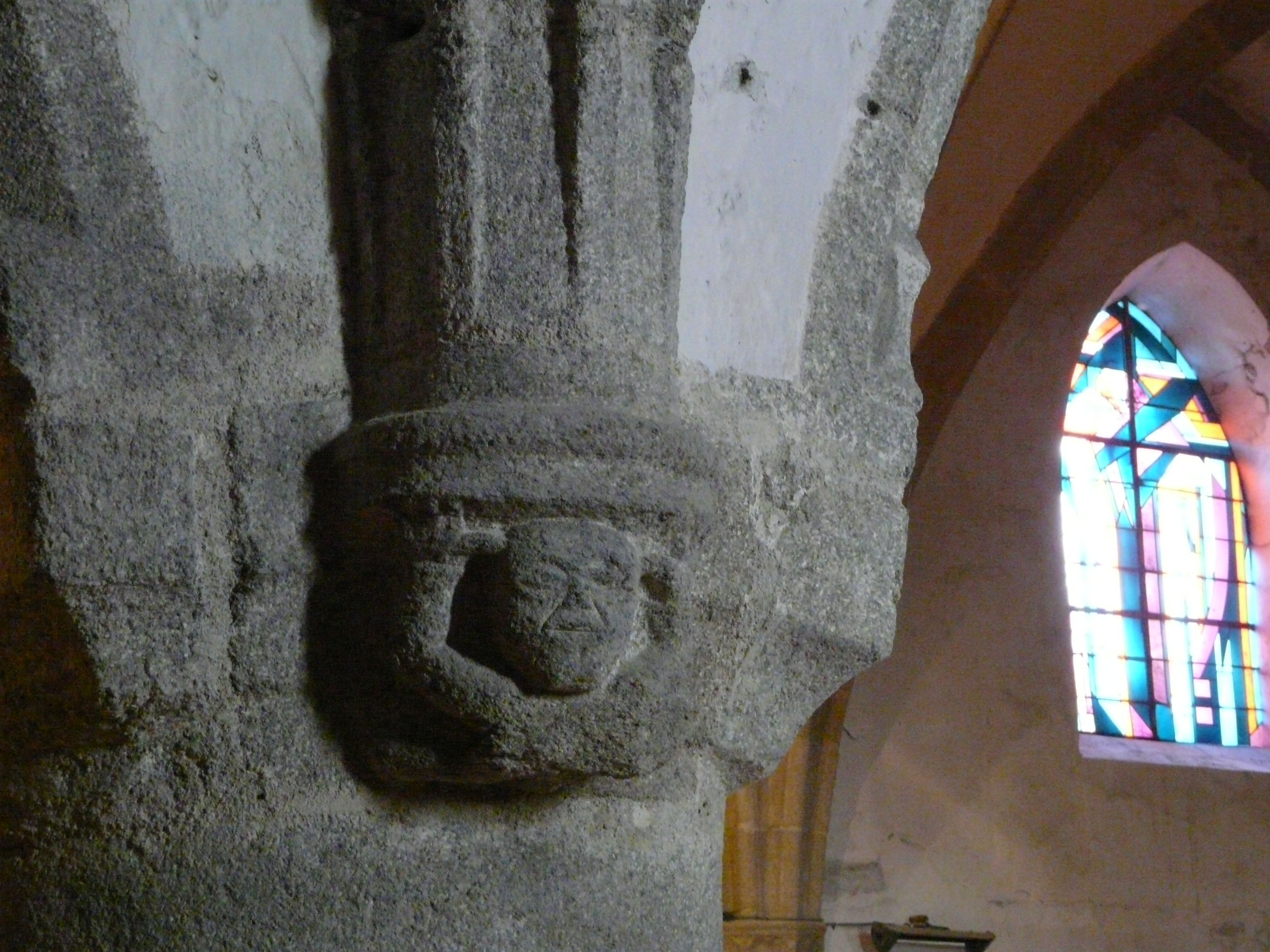
Kragstein
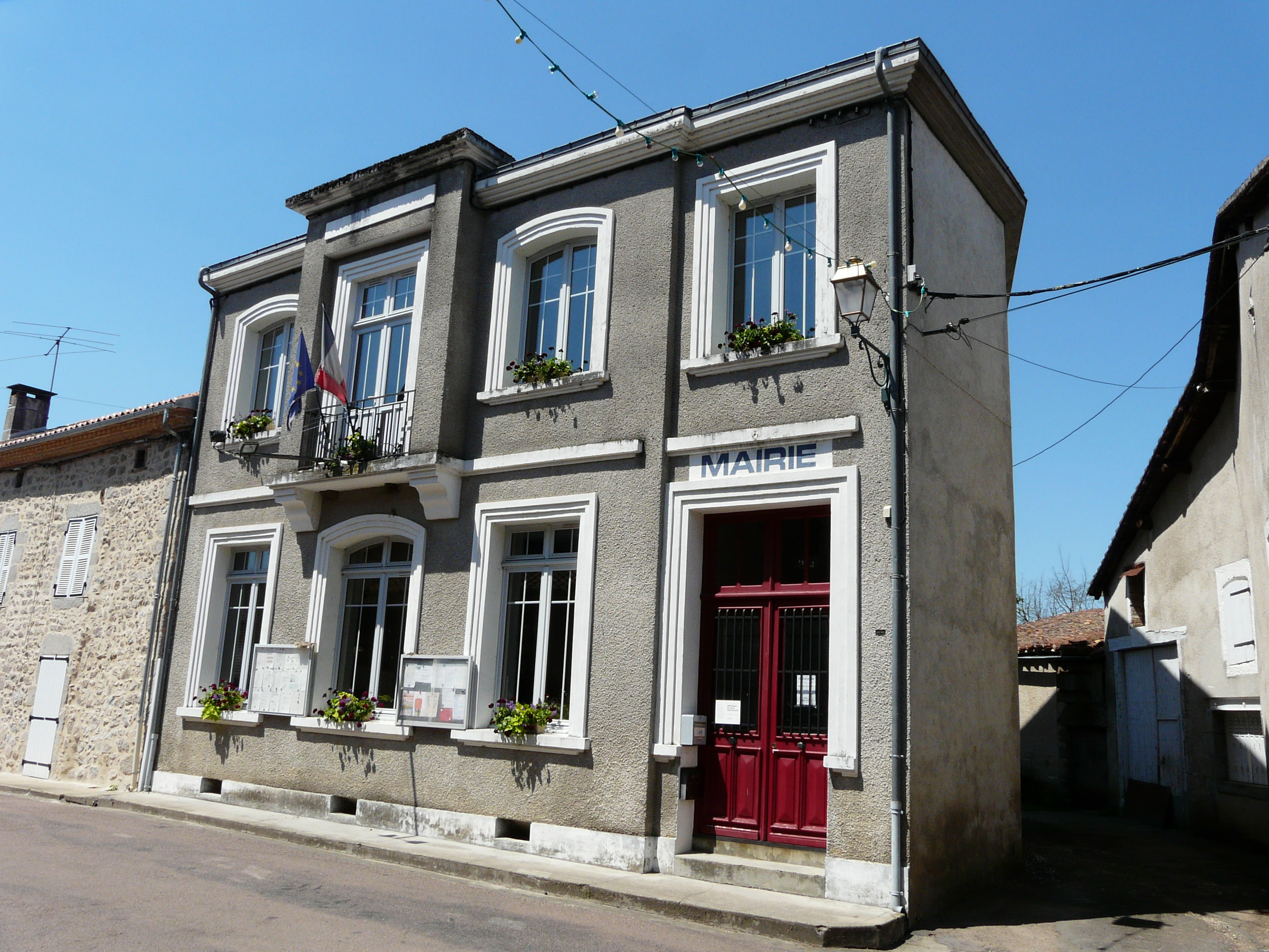
Mairie
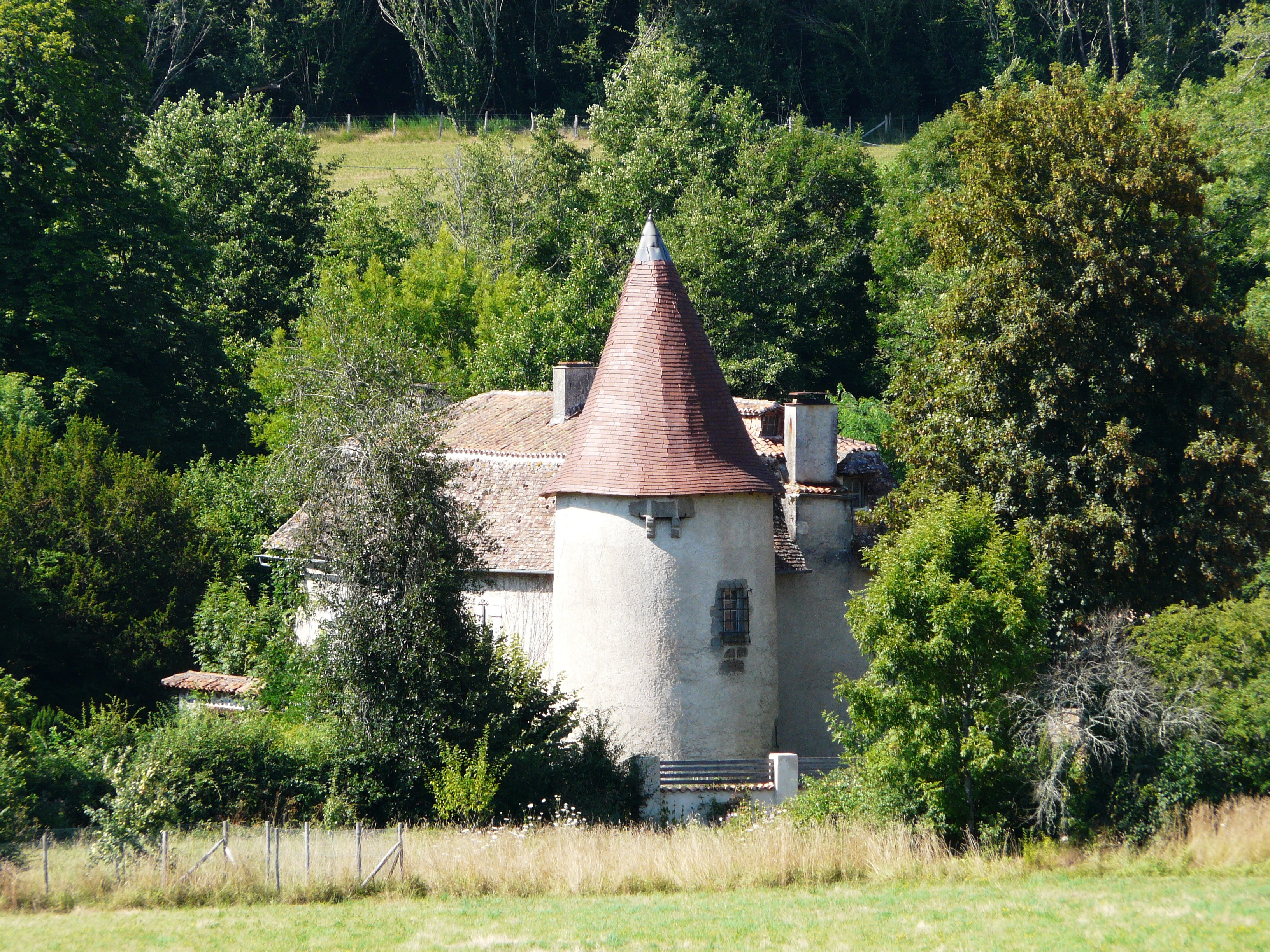
Das Logis de Chalard im Tal des Trieux, Chez Bigot
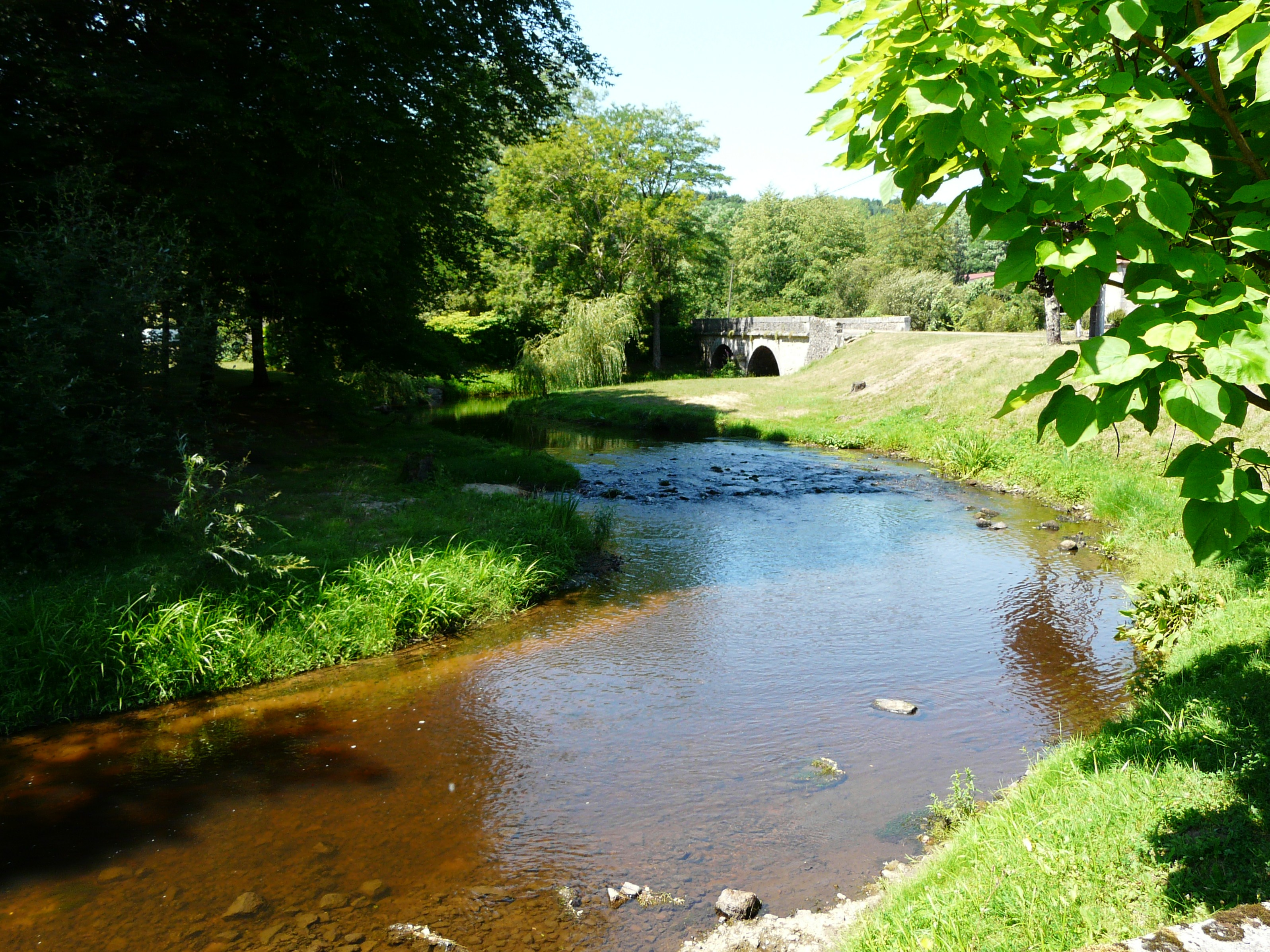
Der Trieux am Nordausgang von Busserolles
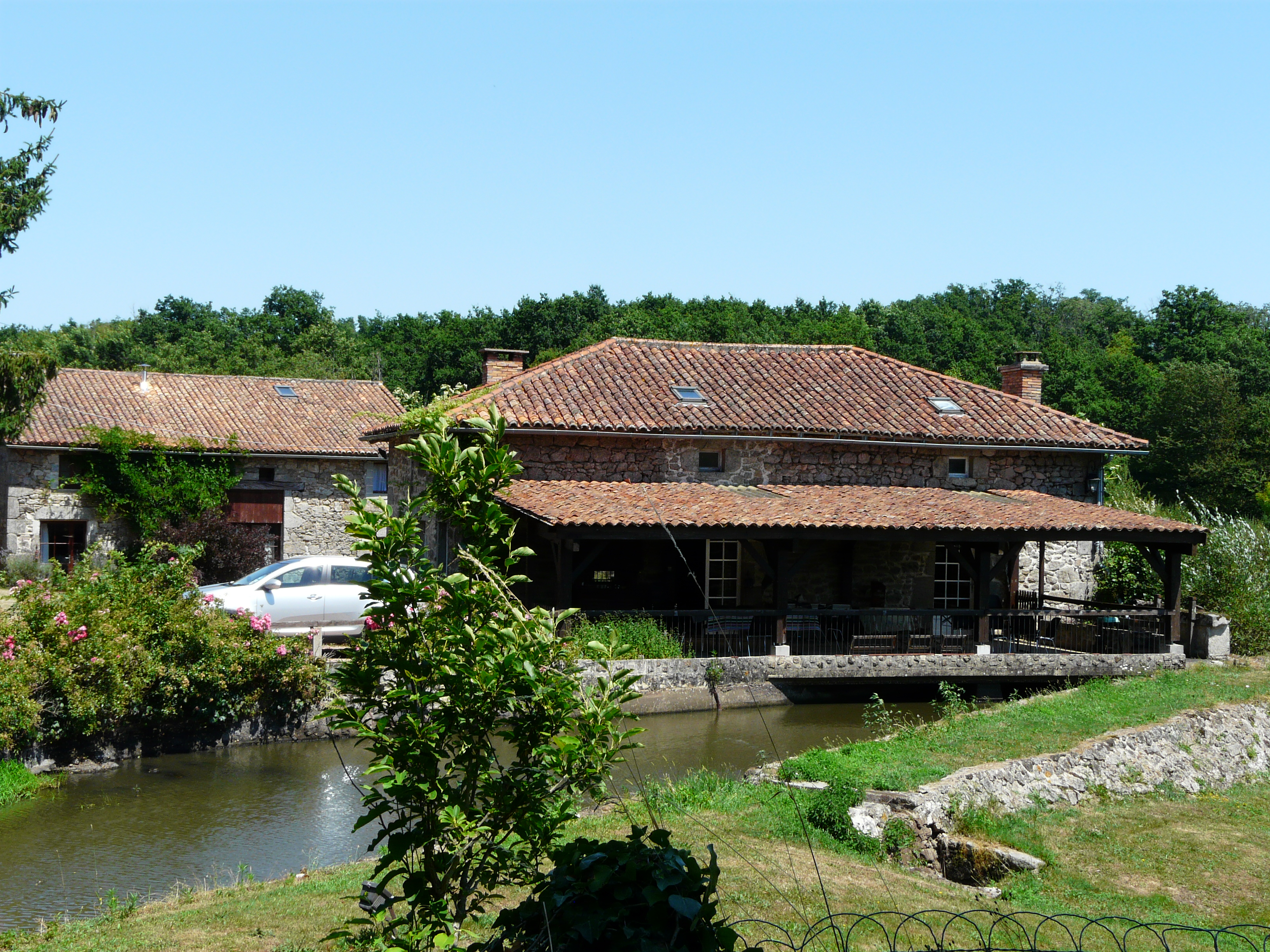
Mühle am Étang Grolhier
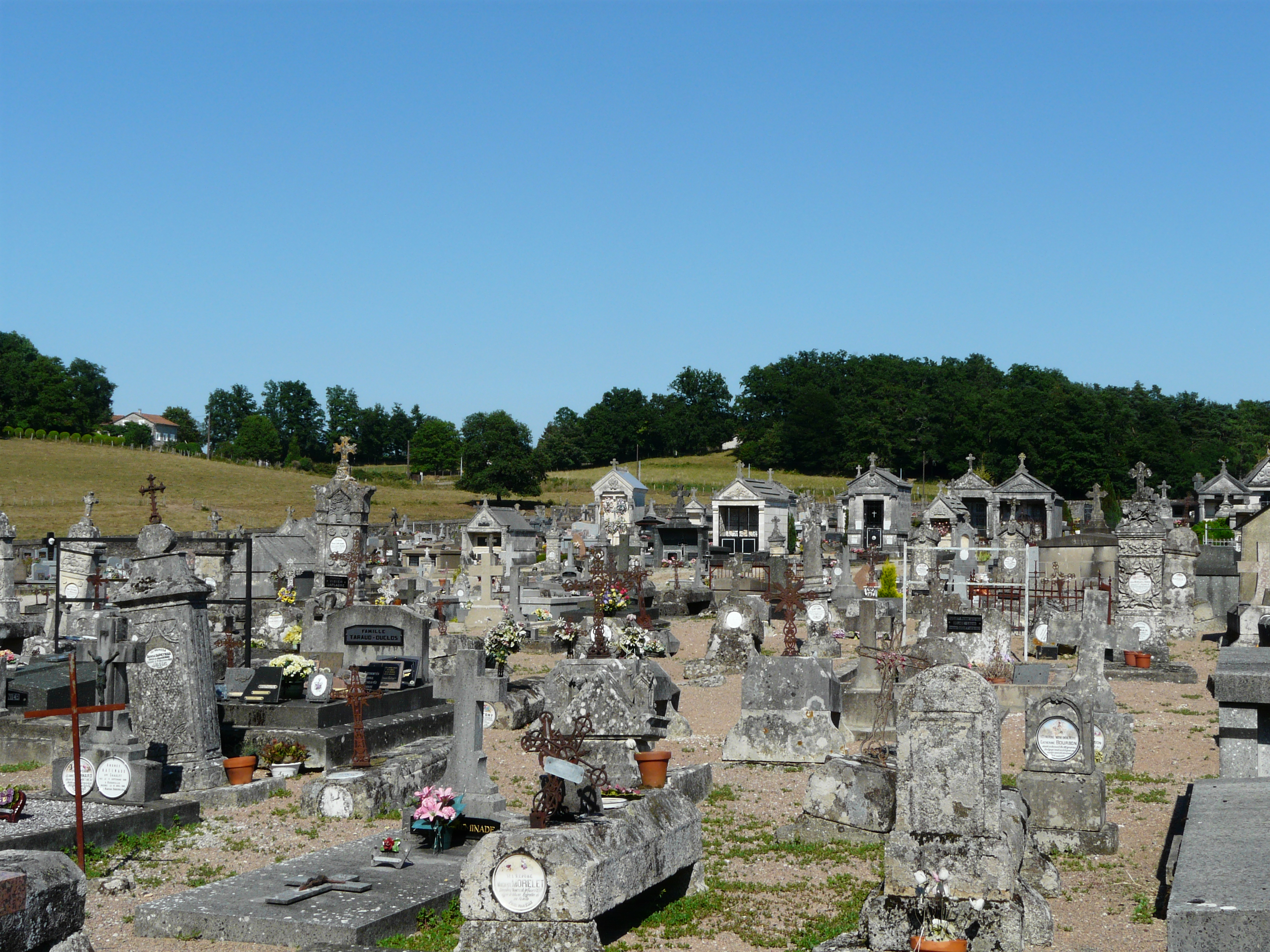
Der Friedhof von Busseolles
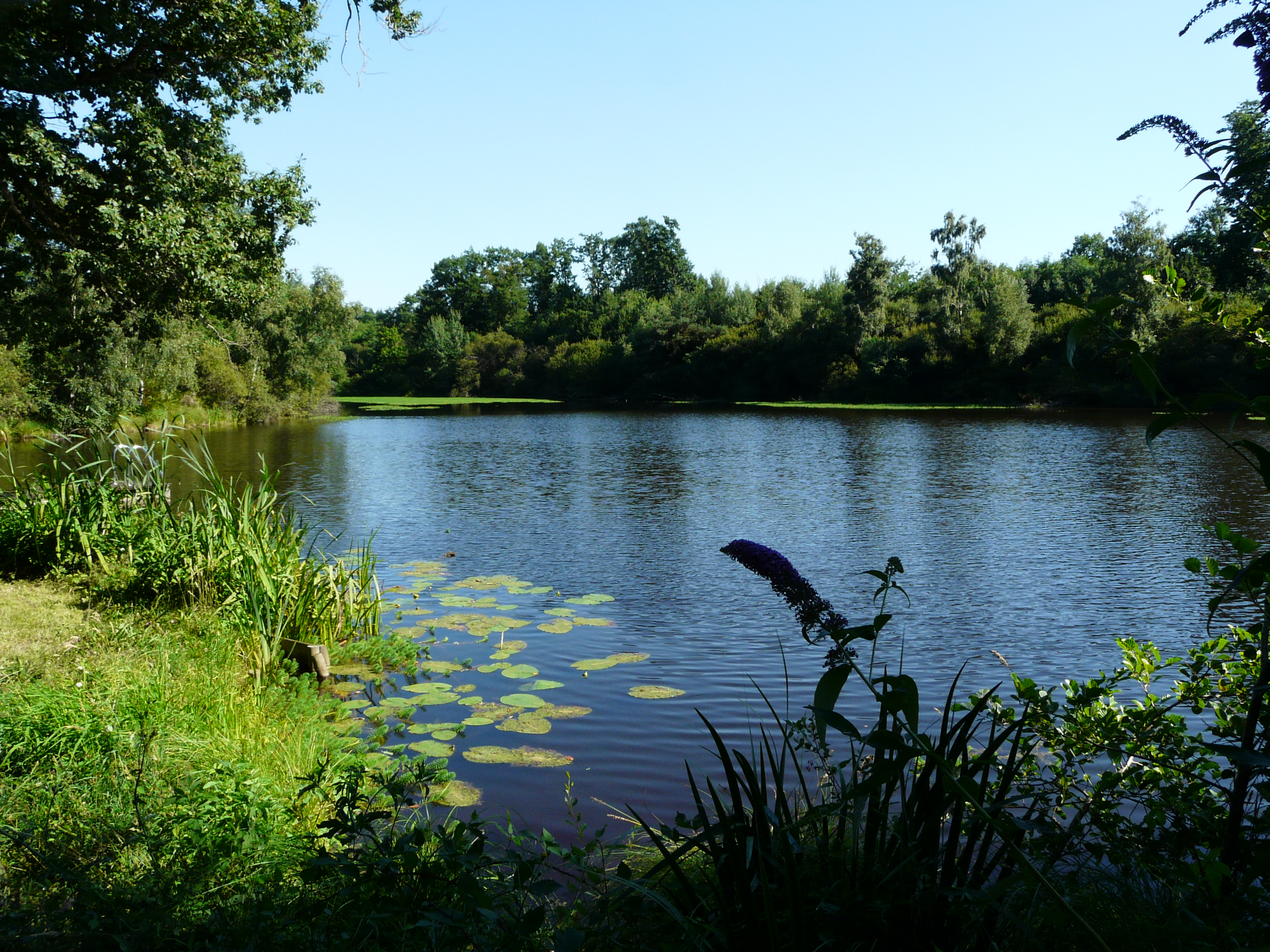
Weiher am GR 4 zwischen les Chareyroux und La Forêt
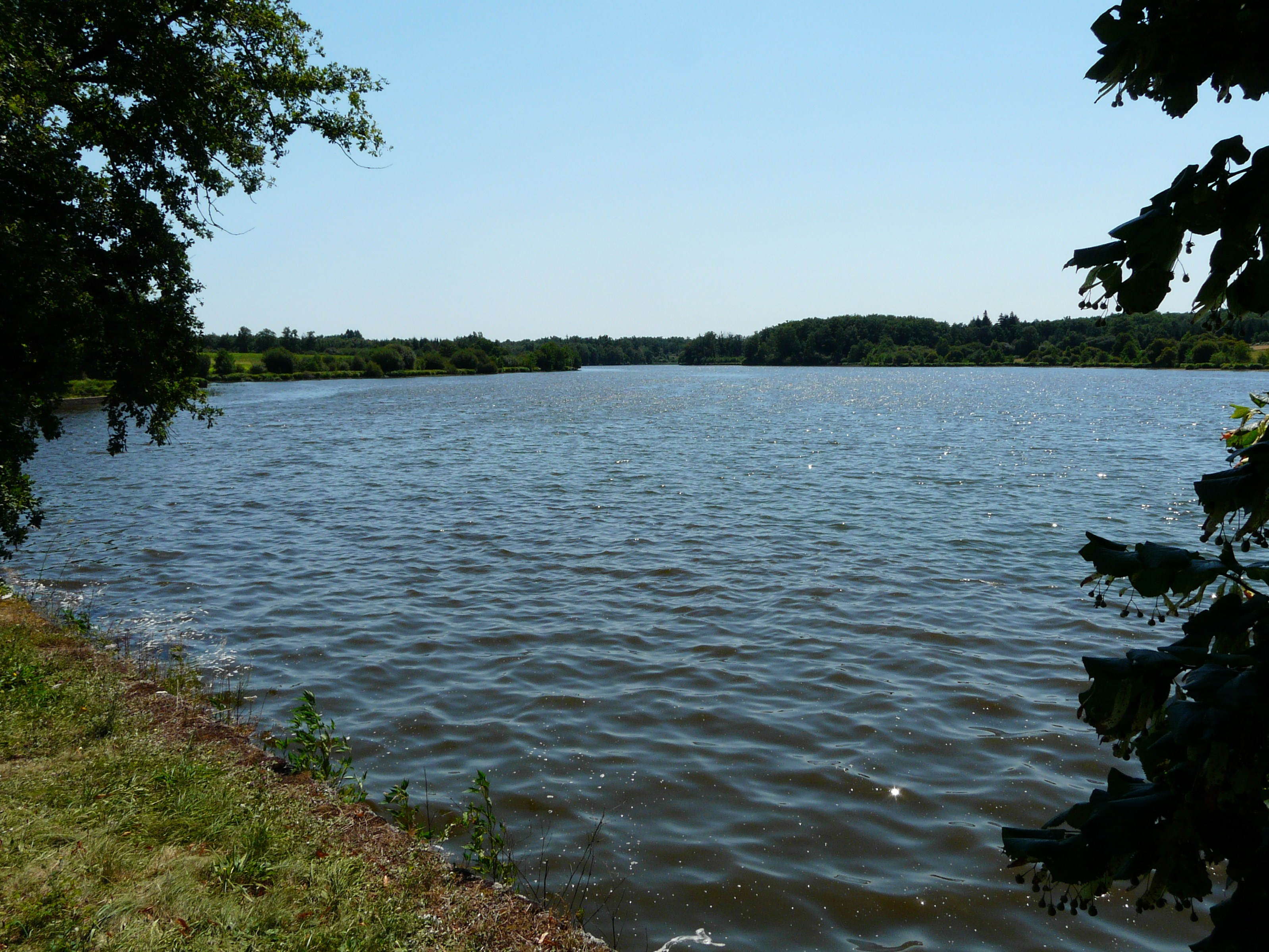
Der Étang Grolhier